# Love Affair (1939)
Love Affair is een Amerikaanse dramafilm uit 1939 onder regie van Leo McCarey.

## Verhaal
De Franse schilder Michel Marnay staat op het punt om te trouwen met de Amerikaanse miljonairsdochter Lois Clarke. Aan boord van een oceaanlijner naar de Verenigde Staten maakt hij kennis met de nachtclubzangeres Terry McKay. Bij een tussenstop op het eiland Madeira verklaren ze elkaar de liefde. Vlak voor hun aankomst in New York sluiten Michel en Terry een pact. Ze zullen elkaar na zes maanden opnieuw ontmoeten op het dak van het Empire State Building. Een paar minuten voor die afspraak raakt Terry gewond bij een auto-ongeluk.

## Rolverdeling
| Acteur             | Personage       |
| ------------------ | --------------- |
| Irene Dunne        | Terry McKay     |
| Charles Boyer      | Michel Marnay   |
| Maria Ouspenskaya  | Grootmoeder     |
| Lee Bowman         | Kenneth Bradley |
| Astrid Allwyn      | Lois Clarke     |
| Maurice Moscovitch | Maurice Cobert  |

## Prijzen en nominaties
| Jaar | Prijs  | Categorie                  | Genomineerde(n)                 | Uitslag     |
| ---- | ------ | -------------------------- | ------------------------------- | ----------- |
| 1939 | Oscars | Beste film                 | RKO Radio                       | Genomineerd |
| 1939 | Oscars | Beste vrouwelijke hoofdrol | Irene Dunne                     | Genomineerd |
| 1939 | Oscars | Beste vrouwelijke bijrol   | Maria Ouspenskaya               | Genomineerd |
| 1939 | Oscars | Beste verhaal              | Mildred Cram Leo McCarey        | Genomineerd |
| 1939 | Oscars | Beste originele nummer     | Buddy DeSylva                   | Genomineerd |
| 1939 | Oscars | Beste productieontwerp     | Van Nest Polglase Alfred Herman | Genomineerd |